# Ed (software)
ed é o editor de texto padrão do Unix. Foi originalmente escrito por Ken Thompson e contém uma das primeiras implementações de expressões regulares. O editor foi influenciado pelo qed, editor de texto da Universidade de Berkeley. O ed influenciou o ex, que tornou-se posteriormente vi. Outras influências incluem os comandos Unix grep e sed.

Famoso por ser conciso, o ed produz pouca resposta visual às ações do utilizador. Essa característica era conveniente às primeiras versões do Unix, quando teletipos e modems eram lentos, e a memória era escassa. Apesar de ainda ser usado em raros casos, a partir da década de 1980 foi substituído por editores mais modernos como o vi e o Emacs.